# Авраменко, Владимир Петрович
Авраменко Владимир Петрович (14 ноября 1932, Фёдоровка, Харьковская область — 11 сентября 2016, Кривой Рог, Днепропетровская область) — советский и украинский художник-график. Член Союза художников СССР (1967), член Союза художников Украины (1979).

## Биография
Родился 14 ноября 1932 года в селе Фёдоровка Карловского района (ныне Полтавской области) Украинской ССР.
В 1948 году поступил и в 1953 году окончил Харьковское государственное художественное училище. Преподаватель Л. Шматько. В 1957 году поступил и в 1963 году окончил графический факультет Института живописи, скульптуры и архитектуры имени И. Е. Репина по мастерской профессора А. Ф. Пахомова.
В 1963—1979 годах преподавал на художественно-графическом факультете Чувашского государственного педагогического института. С 1964 года работал нештатным художником издательства «Чувашкнигоиздат» (Чебоксары), затем издательства «Проминь» (Днепропетровск).
В 1979 году стал одним из организаторов новосозданного художественно-графического факультета Криворожского государственного педагогического института. С 1979 года — старший преподаватель, в 1989—1993 годах — заведующий кафедрой изобразительного искусства, доцент.
Член Союза художников СССР с 1967 года и член Союза художников Украинской ССР с 1979 года.
Умер 11 сентября 2016 года в городе Кривой Рог.

## Творчество
Основные произведения: «Рижская улица» (1960), серии линогравюр по мотивам «Кобзаря» Т. Г. Шевченко (1963), «Роковые сороковые» (1966), «Октябрь» (1969), «Сельские будни» (1974), оформление книг «Бабушкины сказки» В. Чаплиной (1963), «Крылатый эскадрон» В. Бурнаевского (1966), «Белый орёл» Х. Муратова (1967), «Мы тоже солдаты» Г. Луча (1971), «Я найду тебя, Сильва...» Л. Маяксем (1971), «Три недели покоя» М. Прилежаевой (1972), «Стук-стук — сруб срубили» В. Канюкова (1976), «Утиное озеро» Ю. Вирьяла (1978), иллюстрации к книге «Утиная озеро» Ю. Вирьяла (1978), «Троице-Сергиевская лавра» (1997), «Более рекой» (1998).
С 1958 года участвует в выставках. Участник Всероссийских (1967, 1971, 1979), зональных выставок «Большая Волга» (1964, 1967, 1970, 1975). Персональные выставки в 1972 (Чебоксары), 1982 (Кривой Рог), 1992, 2002 и 2012 (Кривой Рог) годах.
Автор методических пособий по оформлению и иллюстрированию книги, рисунка, живописи, линогравюры.

## Награды
- Диплом Министерства образования РСФСР (1979).